# Rhododendron roxieoides
Rhododendron roxieoides är en ljungväxtart som beskrevs av David Franklin Chamberlain. Rhododendron roxieoides ingår i släktet rododendron, och familjen ljungväxter. Inga underarter finns listade i Catalogue of Life.